# Bernardette Joyce
Bernardette Joyce é uma produtora de seriados estadunidense.

## Filmografia

### Televisão
- 2003 Mister Sterling, co-produtora
- 2000 Xena: Warrior Princess, produtora
- 1995 Hercules: The Legendary Journeys, produtora associada
- 1994 Hercules in the Maze of the Minotaur, produtora associada
- 1994 Hercules in the Underworld, produtora associada
- 1994 Hercules and the Circle of Fire, produtora associada
- 1994 Hercules and the Lost Kingdom, produtora associada
- 1994 Hercules and the Amazon Women, produtora associada
- 1987 Werewolf, produtora associada
- 1985 The Equalizer, produtora associada
- 1984 Airwolf, produtora associada
- 1983 Knight Rider, produtora associada